# آیهان آکمان
آیهان آکمان (ترکی استانبولی: Ayhan Akman؛ زادهٔ ۲۳ فوریهٔ ۱۹۷۷) یک فوتبالیست اهل ترکیه است.
از باشگاه‌هایی که در آن بازی کرده‌است می‌توان به بشیکتاش، غازی عینتاب‌اسپور و گالاتاسرای اشاره کرد.
وی همچنین در تیم ملی فوتبال ترکیه بازی کرده‌است.